# بوبي بيل
بوبي بيل (بالإنجليزية: Bobby Bell)‏ (26 أكتوبر 1950 بكامبريج في المملكة المتحدة - ) هو لاعب كرة قدم بريطاني في مركز الدفاع. لعب مع إيبسويتش تاون وبلاكبيرن روفرز وتوتنهام هوتسبير وكريستال بالاس ونادي يورك سيتي ونورويتش سيتي ونادي هيلانك وفورت لودردايل سترايكرز.